# 鋸山登山自動車道
鋸山登山自動車道（のこぎりやまとざんじどうしゃどう）は、千葉県安房郡鋸南町元名字明鐘にある有料道路。愛称は鋸山パノラマライン。以前は「パノラマライン」だったが、他の同様の名称のものとの混同を避ける意味で、現在では頭に“鋸山”と付すことがある。

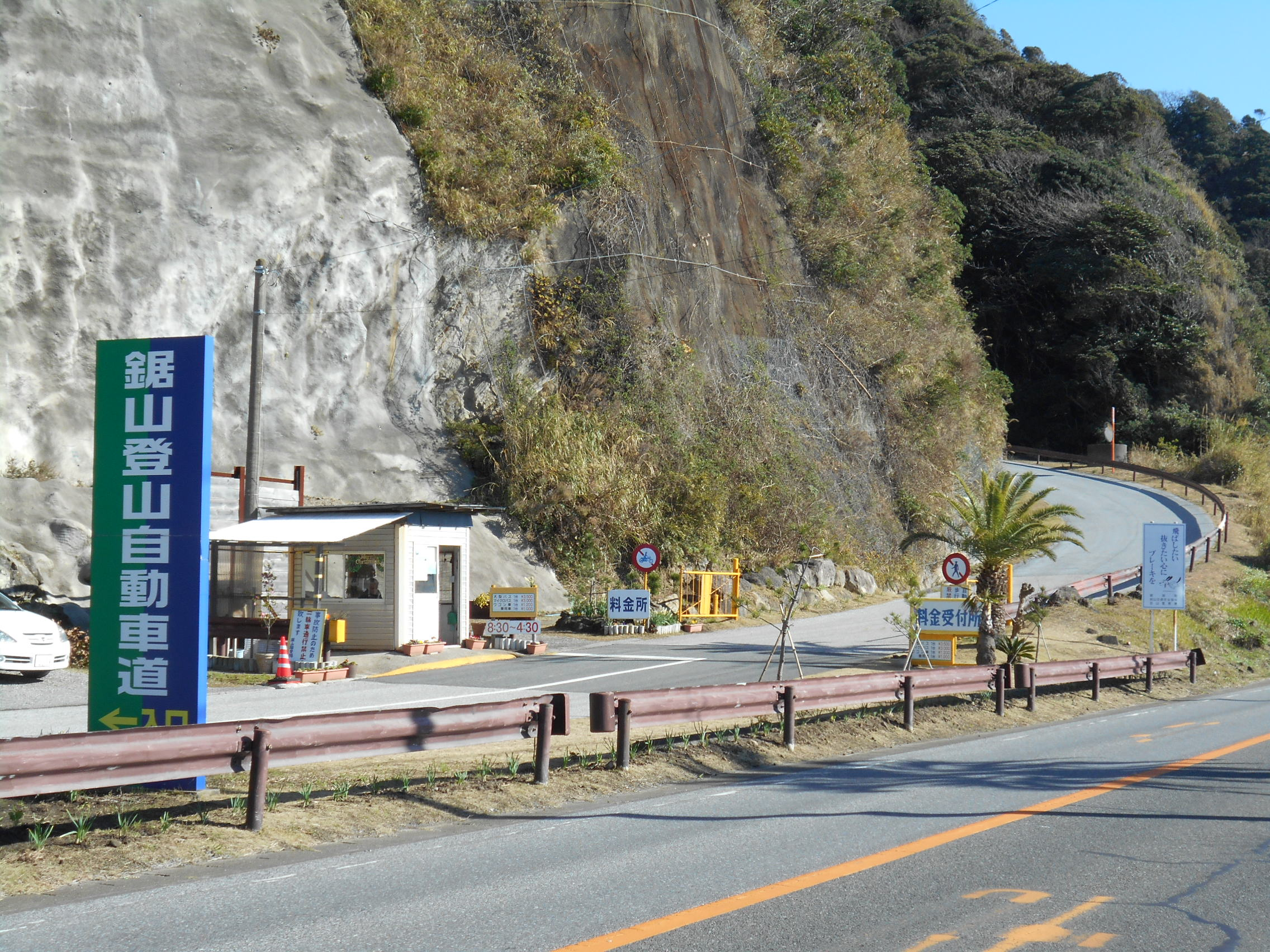
入口

## 概要
国道127号の明鐘トンネル出口付近から分岐し鋸山山頂駐車場までの全長2.6 kmの有料道路。起点から終点まで、すべて個人の所有地内にある私道である。1961年着工、10年以上におよぶ難工事の末1975年に開通。現在の運営は千葉県木更津市に本社を置く新興土建株式会社。かつてはこの会社の関連企業・鋸山開発株式会社により運営されていた。
鋸山に登るための自動車専用道路で、頂上近くまで自動車で登ることができる。途中には素掘りのトンネルもある。終点および中腹の大仏口には駐車場が完備されており、隣接する日本寺境内（日本寺大仏、五百羅漢、展望台、地獄のぞき等）への拝観、散策が可能。
通り抜けはできない。下山は起点（鋸山登山自動車道入口）に戻ることになる。二輪車は以前は通ることができたが、現在は暴走行為を未然に防止する観点から通行禁止とされている（料金所には「事故防止のため二輪車通行禁止」という旨の看板が貼付されている）。

### 路線データ
| 路線名       | 鋸山登山自動車道                      |
| 所在地       | 千葉県安房郡鋸南町元名明鐘            |
| 有料道路区間 | 千葉県安房郡鋸南町                    |
| 総延長       | 2.6 km                                |
| 車線数       | 2車線                                 |
| 供用開始     | 1975年                                |
| 通行料金     | 普通車：往復1,000円（駐車料金を含む） |

## ロケ地等の利用
1980年代中頃までは、一般車両を通行止めにしてヒルクライム等のモータースポーツ競技が行われることもあった。
テレビ・CM等、制作関係者の間ではロケ地として知られており、映画『ワイルド・スピードX3 TOKYO DRIFT』の撮影も行われた。